# Lee Camp
Lee Michael John Camp (ur. 22 sierpnia 1984 w Derby) – angielski piłkarz występujący na pozycji bramkarza.

## Kariera klubowa

### Derby County i wypożyczenia
Camp jest wychowankiem Derby County. Do pierwszego składu tego zespołu włączony został w 2002 roku. Wcześniej występował w zespołach juniorskich tego klubu.
W styczniu 2003 roku został wypożyczony do Burton Albion. Zadebiutował tam 18 stycznia w meczu z zespołem Leigh Genesis, przegranym 1:0. Do Derby Camp powrócił 24 lutego z powodu kontuzji podstawowego bramkarza klubu, Andy’ego Oakesa. Łącznie dla Burton rozegrał pięć ligowych meczów. Po powrocie, 26 kwietnia zadebiutował w Derby, w meczu Football League Championship z Walsall (przegrana 3:2).
12 marca 2004 roku został wypożyczony do Queens Park Rangers z powodu kontuzji Chrisa Daya. W londyńskim zespole po raz pierwszy zagrał następnego dnia w ligowym meczu z Hartlepool United, wygranym 4:1. Do Derby County Camp powrócił po zakończeniu sezonu; łącznie dla Queens Park Rangers rozegrał 12 ligowych meczów i pomógł klubowi w awansie do League Championship. W lipcu QPR próbował także wykupić zawodnika, jednak Derby County odrzuciło tę ofertę.
29 kwietnia 2005 roku podpisał nowy kontrakt, łączący go z klubem do 2008 roku. W sezonie 2004/2005 był podstawowym bramkarzem Derby County, zagrał wówczas w 45 meczach ligowych. Jego zespół zajął czwarte miejsce w lidze. W trakcie sezonu Camp był także łączony z przejściem do Fulham. Derby County jednak zaprzeczyło jakoby otrzymało ofertę kupna zawodnika od londyńskiego zespołu. W sezonie 2005/2006 nie stracił miejsca w podstawowym składzie Derby, zagrał w 40 ligowych meczach. Rozgrywki ligowe zakończył wraz ze swoim klubem na 20. miejscu w lidze.

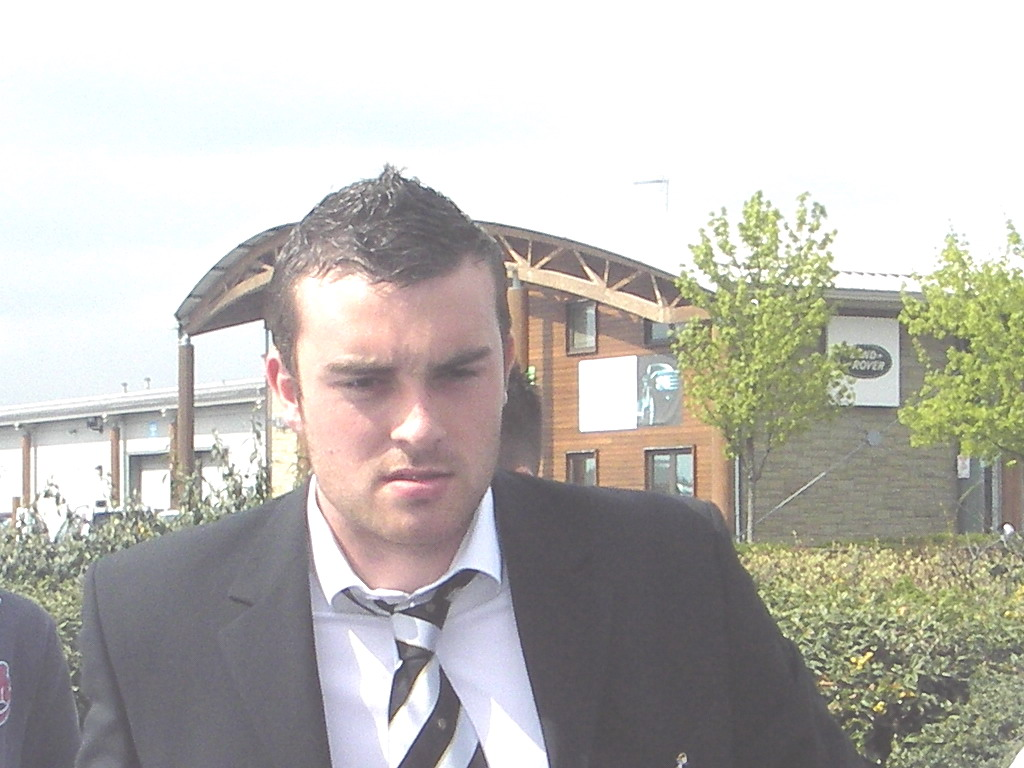
Lee Camp w 2006 roku

8 września 2006 roku został wypożyczony na trzy miesiące do Norwich City, aby zastąpić kontuzjowanego Joego Lewisa. W klubie tym zadebiutował 28 listopada w wygranym 3:1 ligowym meczu z Leicesterem City. W grudniu szkoleniowiec Norwich Peter Grant wyraził chęć wykupienia Campa. Zawodnik powrócił jednak do Derby tydzień później, po rozegraniu trzech ligowych spotkań.

### Queens Park Rangers
12 lutego 2007 roku ponownie został wypożyczony do Queens Park Rangers. Do końca sezonu rozegrał w tym zespole 11 ligowych meczów. 27 lipca przeszedł został wykupiony za 300 tysięcy funtów. Podpisał trzyletni kontrakt. W sezonie 2007/2008 był podstawowym zawodnikiem swojego zespołu – zagrał w każdym ligowym spotkaniu. Wraz ze swoim zespołem zajął 14. miejsce w tabeli.

### Nottingham Forest
20 października 2008 roku został wypożyczony na trzy miesiące z opcją pierwokupu do Nottingham Forest. W klubie tym zadebiutował następnego dnia w meczu ligowym z Ipswich Town (1:1). Łącznie do 1 stycznia w zespole z Nottingham rozegrał 15 ligowych meczów. Po powrocie do Londynu, Camp wystąpił jeszcze czterokrotnie.
W lipcu Nottingham postanowiło wykupić Campa za 100 tysięcy funtów. Z klubem tym podpisał czteroletni kontrakt. Od początku grudnia 2009 roku do stycznia 2010 roku przez 361 dni nie wpuścił żadnego gola. Pomógł tym samym Nottingham Forest osiągnąć serię 18 meczów bez porażki. W grudniu 2009 roku został wybrany najlepszym piłkarzem miesiąca w League Championship. Do 19 stycznia 2010 roku zanotował 10 czystych kont. 26 kwietnia 2010 roku został wybrany do najlepszej jedenastki sezonu w lidze.

## Kariera reprezentacyjna
Camp występował w reprezentacji Anglii do lat 19.
13 sierpnia 2004 roku został po raz pierwszy powołany przez Petera Taylora na mecz kadry U-21 z Ukrainą. W spotkaniu tym jednak nie zagrał. W reprezentacji do lat 21 zadebiutował w tym samym roku. Łącznie w tej kategorii wiekowej rozegrał pięć spotkań.
Po tym jak nie otrzymał powołania do seniorskiej reprezentacji Anglii, powiedział, że jest zainteresowany grą w barwach reprezentacji Irlandii Północnej. Miał taką możliwość, gdyż jego dziadek pochodził z tego kraju. Pierwsze powołanie do reprezentacji otrzymał 14 marca 2011 roku, na mecze kwalifikacyjne do Euro 2012 z Serbią i Słowenią. 25 marca 2011 roku zadebiutował w meczu z Serbią.

## Życie prywatne
Lee Camp urodził się 22 sierpnia 1984 roku w Derby jako syn Micka.